# مارك جونز (ممثل بريطاني)
مارك جونز (بالإنجليزية: Mark Jones)‏ هو ممثل بريطاني، ولد في 22 أبريل 1939 في إنجلترا في المملكة المتحدة، وتوفي في 14 يناير 2010 في شروبشاير في المملكة المتحدة.

## أعمال

### أفلام
- (1970) ماش[2]
- (1980) الإمبراطورية تعيد الضربات[3][4][5]

## وصلات خارجية
- مارك جونز على موقع IMDb (الإنجليزية)
- مارك جونز على موقع قاعدة بيانات برودواي على الإنترنت (الإنجليزية)
- مارك جونز على موقع قاعدة بيانات الفيلم (الإنجليزية)